# 本略奇
本略奇，是西班牙瓦伦西亚自治区卡斯特利翁省的一个市镇。总面积44平方公里，总人口901人（2001年），人口密度20人/平方公里。